# S. F. Sorrow
S.F. Sorrow ist eine 1968 als Album erschienene Rockoper der Band The Pretty Things aus dem Jahr 1968. Es handelt sich um die Vertonung einer Kurzgeschichte ihres Sängers Phil May, welcher auch das Cover gestaltete. Erzählt wird die Geschichte von Sebastian F. Sorrow, von seiner Geburt bis zum Tod.
S.F. Sorrow verkaufte sich schlecht, hatte aber großen Einfluss auf andere Musiker und Bands. Besonders The Who profitierten mit Tommy von der Idee. Auch die Kinks wandten sich unter diesem Einfluss komplexeren Strukturen auf ihren Platten zu und schufen Konzeptalben. Heute gilt S. F. Sorrow neben Sgt. Pepper’s Lonely Hearts Club Band von den Beatles und The Piper at the Gates of Dawn von Pink Floyd als Klassiker der Flower-Power-Ära.
Live führten die Pretty Things das gesamte Werk erst 1998 unter dem Titel Resurrection in den Abbey Road Studios auf. Mit Gastauftritten von Gitarrist David Gilmour (Pink Floyd) und Arthur Brown als Erzähler wurde die Show im Internet übertragen und auf CD und DVD festgehalten.

## Trackliste
Seite 1
1. S. F. Sorrow Is Born
2. Bracelets of Fingers
3. She Says Good Morning
4. Private Sorrow
5. Balloon Burning
6. Death

Seite 2
1. Baron Saturday
2. The Journey
3. I See You
4. Well of Destiny
5. Trust
6. Old Man Going
7. Loneliest Person